# Korsnedtagningen (Bronzino)
Korsnedtagningen eller Begråtandet är en oljemålning av den italienske manieristiske konstnären Agnolo Bronzino som finns i två versioner. Den första målades 1545 och är utställd på Musée des Beaux-Arts et d'Archéologie i Besançon. Den andra versionen färdigställdes 1553 och är utställd i Palazzo Vecchio i Florens. 
Motivet är hämtat från evangelierna i Nya testamentet och visar den döde Kristus efter att ha blivit nedtagen från korset. Jungfru Maria i blå dräkt sitter med den döde Krstus i knäet, en vanlig framställning i konsten som benämns pietà. Hon bistås av aposteln Johannes till vänster och Maria från Magdala till höger. Bakom Jungfru Maria står Maria, Kleofas hustru, och till höger om henne Nikodemos och Josef från Arimataia.  
Bronzino var framför allt verksam i Florens. Han deltog 1539 i arbetet med dekorationerna inför storhertig Cosimo I de' Medicis bröllop med Eleonora av Toledo. Samma år utnämndes han till hovmålare i staden. Han och hans verkstad utförde ett stort antal porträtt av hertigparet och deras elva barn, mest berömt är Porträtt av Eleonora av Toledo och hennes son Giovanni de' Medici (1544–1545). Bronzino arbetade också med utsmyckningen av hertiginnans kapell i Palazzo Vecchio, till en början under perioden 1540–1545. Den första versionen av Korsnedtagningen från 1545  var avsedd för Palazzo Vecchio, men beslut fattades om att ge den som gåva till kejsar Karl V:s rådgivare Nicolas Perrenot de Granvelle. Denne installerade altartavlan i sitt privata kapell i Besançon. En andra, nästan identisk version, färdigställdes 1553 av Bronzino för att ersätta den första tavlan i Palazzo Vecchio. På ömse sidor om Florensversionen har Bronzino målat bebådelsen, på vänster sida ärkeängeln Gabriel och på höger Jungfru Maria.

## Relaterade målningar

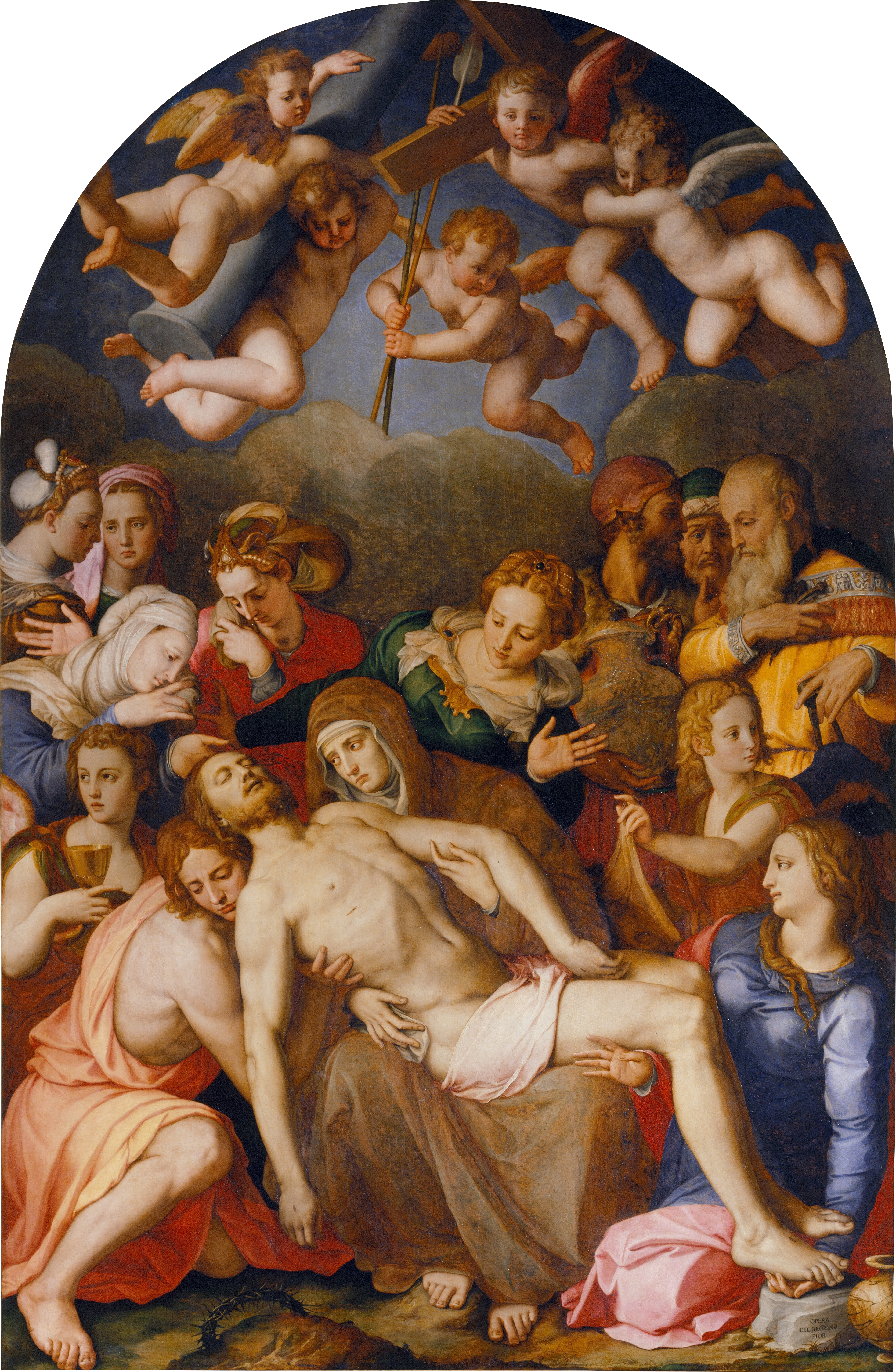
Florensversionen från 1553 (263 x 175cm).
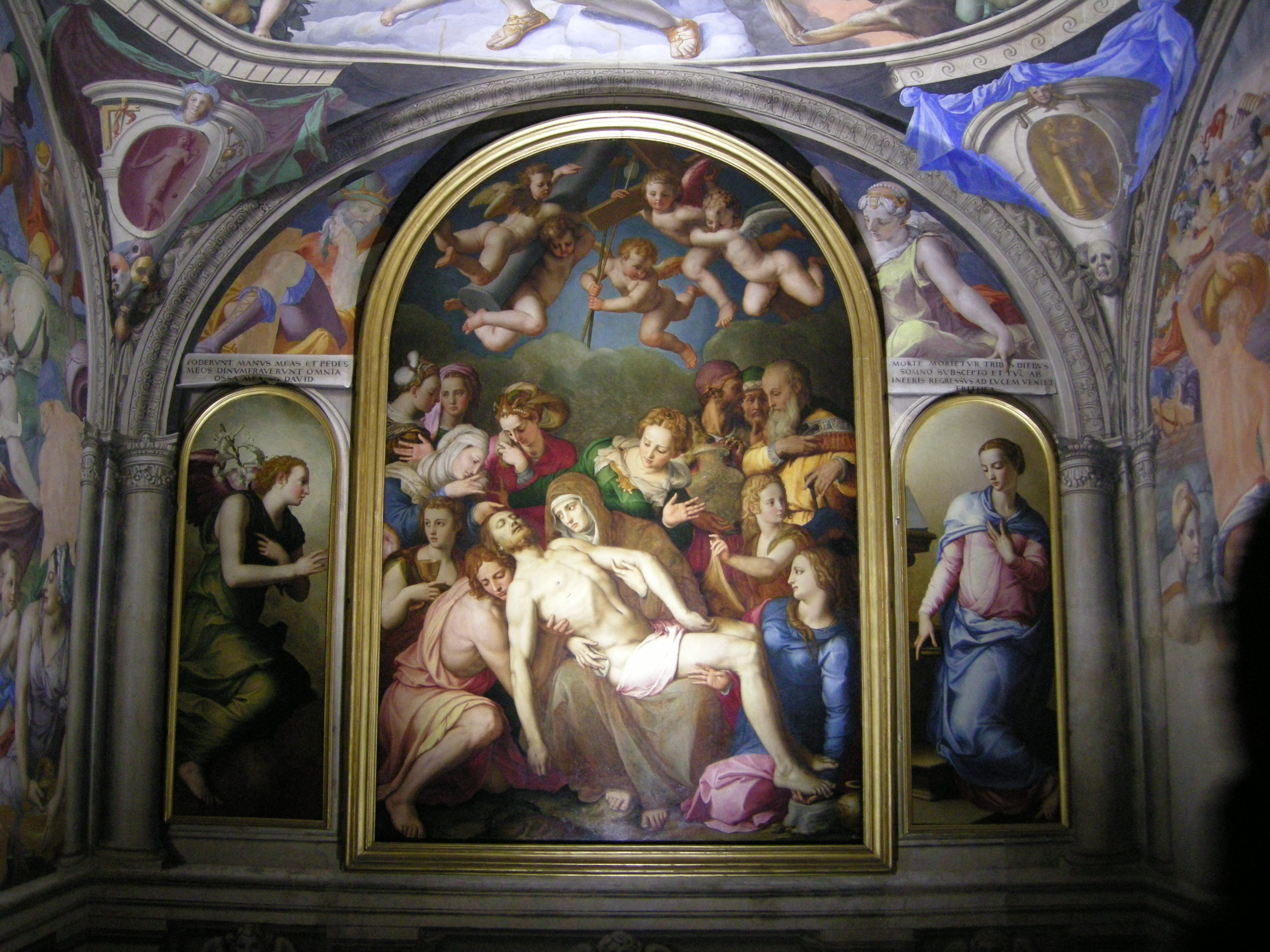
Eleonora av Toledos kapell i Palazzo de Vecchio med Korsnedtagningen omgiven av ärkeängeln Gabriel och Jungfru Maria.